# Hannu Taipale
Hannu Allan Taipale (* 22. Juni 1940 in Veteli, Keski-Pohjanmaa) ist ein ehemaliger finnischer Skilangläufer.
Bei seiner ersten Teilnahme an Nordischen Skiweltmeisterschaften gewann Taipale 1966 in Oslo die Silbermedaille im Staffelwettbewerb. Über 50 km erreichte er den fünften Platz, über 15 km den siebten.
Seine einzige olympische Podestplatzierung erreichte er bei den Olympischen Winterspielen 1968 in Grenoble als er ebenfalls mit der Staffel den dritten Platz belegte.
Diese Erfolge konnte er bei den Weltmeisterschaften 1970 in Vysoké Tatry und bei den Olympischen Winterspielen 1972 in Sapporo nicht wiederholen, seine beste Platzierung war dabei ein achter Platz im 50-km-Rennen 1970. Bei Svenska Skidspelen errang er im Jahr 1969 den dritten Platz mit der Staffel und den zweiten Platz über 30 km und im Jahr 1971 den dritten Platz über 30 km. Anfang März 1972 siegte er bei den Lahti Ski Games über 50 km.
Des Weiteren konnte Taipale im Laufe seiner Karriere drei finnische Meistertitel gewinnen, zwei über 30 km (1967 und 1970) und einen über 50 km (1971).
Hannu Taipale verdient seinen Lebensunterhalt als Landwirt.
Sein Sohn Kuisma Taipale ist ebenfalls Skilangläufer.